# Sam Phillips
Samuel Cornelius Phillips (5. januar 1923 i Florence, Alabama – 30. juli 2003 i Memphis, Tennessee, USA) var en amerikansk pladeproducer i Memphis og ejer af Sun Records.
Sun Records var det pladeselskab, der 'opdagede' Elvis Presley og senere videresolgte hans pladekontrakt til RCA for den – dengang – formidable sum af 35.000,- dollars (+ 5.000,- direkte til Elvis), på daværende tidspunkt den største sum nogensinde for en pladekontrakt. At det var Sam Phillips, der opfandt rock'n roll er bestemt en sandhed med modifikationer, da der også var bidrag fra mange andre sider, men han havde øje for, at de unge ikke skelnede mellem 'sort' og 'hvid' musik, men gik efter den nye lyd og rytme. Han havde en drøm om at finde "en hvid sanger, der lød som en sort", og med 'opdagelsen' af Elvis Presley var hans drøm gået i opfyldelse.
Foruden at 'opdage' Elvis Presley var Sam Philips også manden bag store navne som Carl Perkins, Jerry Lee Lewis, Roy Orbison og Johnny Cash.

## "The Million Dollar Quartet"
Den 4. december 1956, næsten et år efter, at Elvis var skiftet til RCA, besøgte han Sam Phillips i Sun-studierne. Her fandt en jam-session sted, der senere er blevet kendt som "The Million Dollar Quartet". Udover Elvis Presley deltog Carl Perkins (allerede kendt for sin 'Blue Suede Shoes'), Jerry Lee Lewis (praktisk taget ukendt på dette tidspunkt), samt Johnny Cash (som ikke høres på optagelser fra denne eftermiddag men var til stede, hvilket kan verificeres på billeder herfra). Indspilningerne var ikke planlagte, kvartetten sad blot og sang, hvad der faldt dem ind, mens Phillips lod båndoptageren snurre. Omkring 40 titler blev optaget, en del dog ukomplette og i brudstykker. Et uddrag fra denne fantastiske eftermiddag blev udsendt af Sun Records den 1. april 1981 på en LP med titlen "The Million Dollar Quartet". I marts 1990 udsendte RCA et dobbeltalbum med de komplette optagelser med "The Million Dollar Quartet".

## Andet
Sam Phillips blev i 1986 optaget i 'Rock and Roll Hall of Fame'.

## Links
- History of Rock's site om Sam Phillips og SUN Records